# 韓國語能力評價考試
韓國語能力評價考試（KLAT），前身是世界韓国語認証考試（KLPT），是对母语不是韩语的人士的一种韓語能力测试。